# Orimattila
Orimattila je město na jihu Finska v provincii Päijät-Häme. Má 16 352 obyvatel a 814,21 km². V Orimattile bylo nalezeno nejstarší osídlení na území Finska vůbec.
Město bylo založeno v roce 1636 a roku 1992 získalo městská práva. 1. ledna 2011 se sloučila s obcí Artjärvi. Město je z 97,7 % finskojazyčné.

## Slavní rodáci
- Eero Erkko – novinář, zakladatel deníku Päivälehti (později Helsingin Sanomat)
- Juhana Heikki Erkko – básník
- Kaj Chydenius – skladatel
- Aki Kaurismäki – režisér
- Mika Kaurismäki – režisér
- Satu Mäkelä-Nummela – olympijská sportovní střelkyně
- Yvonne de Bruyn – Miss Finska 1954

## Partnerská města
- Zemský okres Weißenburg-Gunzenhausen, Německo
- Östhammar, Švédsko
- Jõgeva, Estonsko